# Большая Елань (станция)
Большая Елань — железнодорожная станция Сахалинского региона Дальневосточной железной дороги. Расположена в черте Южно-Сахалинска.

## История
- 1 декабря 1906 года — станция открыта на линии японской военной узкоколейки Корсаков — Владимировка (Южно-Сахалинск) под названием Хомутовка. Ширина колеи — 600 мм.
- 1 апреля 1907 года — в связи с образованием губернаторства Карафуто передана железной дороге губернаторства Карафуто.
- 3 ноября 1910 года — завершены работы по перешивке на колею 1067 мм.
- 1 апреля 1943 года — в связи с включением Южного Сахалина в состав внутренних территорий станция переподчинена Министерству железных дорог Японии.
- август 1945 года — в ходе советско-японской войны занята Красной Армией.
- 1 февраля 1946 года — де-юре исключена из состава японских железных дорог.
- 1 апреля 1946 года — включена в состав советских железных дорог под названием Большая Елань.

## Деятельность
Со времён Карафуто до середины 1960-х годов у станци Большая Елань действовал главный пассажирский аэропорт. После закрытия его территория застроена промышленными предприятиями.
Пассажирское сообщение по станции периодически отменяется. До 2007 года (с перерывами) курсировали две пары дизельных поездов Южно-Сахалинск — Корсаков, в 2009—2011 годах до Корсакова продлевался дизельный экспресс № 121/122 Томари — Корсаков (с 2011 года укорочен обратно до Южно-Сахалинска).
На июль 2015 года пригородное движение существует по маршруту Корсаков (Пять углов) - Южно-Сахалинск дважды в сутки.
Грузовые работы по станции не предусмотрены. По состоянию на 2006 год на станции хранились звенья трёхниточной колеи, предназначенные для перешивки Сахалинского региона ДВЖД. На станции имеется погрузочный кран.
После перешивки на станции оставлен только главный путь, боковые пути заброшены, козловый кран убран.